# Mike Nish
Mike Nish (ur. 10 grudnia 1959 roku w Salt Lake City) – amerykański kierowca wyścigowy.

## Kariera
Nish rozpoczął karierę w międzynarodowych wyścigach samochodowych w 1984 roku od startów w CART Indy Car World Series. Wyścig XM Satellite Radio Indy 200 ukończył na piętnastej pozycji. W całym sezonie nie zdobył żadnych punktów. W 1985 roku Amerykanin nie zakwalifikował się do żadnego z wyścigów. Rok później zdobył pierwsze punkty w tej serii - w Grand Prix Portland osiągnął linię mety jako dziesiąty, co dało mu łącznie trzy punkty. Został sklasyfikowany na trzydziestej pozycji w końcowej klasyfikacji kierowców. 1987 startując z ekipą Machinists Union Racing nie zdołał zakwalifikować się do żadnego z wyścigów.
Nish wielokrotnie podejmował próby pobicia rekordu prędkości na lądzie. 23 września 2010 roku Amerykanin pobił rekord w kategorii A, grupie 2 na odległości 1 kilometra. Osiągnął prędkość 459,242 km/h.